# Episodi di Jurassic World - Nuove avventure (quarta stagione)
La quarta stagione della serie animata Jurassic World - Nuove avventure, composta da 11 episodi, è stata interamente pubblicata sul servizio di streaming on demand Netflix il 3 dicembre 2021.
| nº | Titolo originale       | Titolo italiano                  | Pubblicazione   |
| -- | ---------------------- | -------------------------------- | --------------- |
| 1  | Beneath the Surface    | Sotto la superficie              | 3 dicembre 2021 |
| 2  | At Least...            | Se non altro...                  | 3 dicembre 2021 |
| 3  | Turning Dr. Turner     | La dottoressa Turner si convince | 3 dicembre 2021 |
| 4  | Rude Awakening         | Un brusco risveglio              | 3 dicembre 2021 |
| 5  | The Long Game          | Gioco d'astuzia                  | 3 dicembre 2021 |
| 6  | Mission Critical       | Missione critica                 | 3 dicembre 2021 |
| 7  | Staying Alive          | Sopravvivere                     | 3 dicembre 2021 |
| 8  | Technical Difficulties | Problemi tecnici                 | 3 dicembre 2021 |
| 9  | Dino-Sitting           | Dino-sitter                      | 3 dicembre 2021 |
| 10 | Taking Control         | Presa di potere                  | 3 dicembre 2021 |
| 11 | Who's the Boss?        | Chi è il capo?                   | 3 dicembre 2021 |

## Sotto la superficie
- Titolo originale: Beneath the Surface
- Diretto da: Michael Mullen
- Scritto da: Sheela Shrinivas

### Trama
I giovani campeggiatori festeggiano la loro fuga dalla vecchia isola. Kenji rimane ancora furioso e sconvolto con Darius per aver rischiato la vita di Brooklynn per il laptop. In attesa di arrivare in Costa Rica, i campeggiatori trovano un "Compsognathus" sulla barca, che era la creatura che stava sbattendo la porta. Darius, Yaz, Ben e Sammy vanno a prendere il Compsognathus mentre Brooklynn e Kenji cercano di riparare un radar sulla barca. Brooklynn ripara con successo il radar, ma gli altri non sono in grado di catturare il Compsognathus. Kenji nota che l'elica della barca è bloccata nelle alghe, così Darius va nell'oceano per rimuoverla. Poco dopo aver rimosso le alghe dall'elica, Brooklynn e Kenji vedono uno squalo sul radar. Cercando di tornare alla barca a nuoto, Darius rimane impigliato nelle alghe, quindi Kenji si tuffa per salvarlo. Poco dopo essere tornati sulla barca, i campeggiatori cercano di respingere il terribile Mosasauro, che mangia lo squalo e inizia a mordere la barca. Scompare per un po', ma poi torna in superficie e salta in aria, atterrando sulla barca e distruggendola. Il gruppo di ragazzi si risveglia quindi illeso e confuso, scoprendo di essere approdato su una misteriosa isola totalmente sconosciuta.

## Se non altro...
- Titolo originale: At Least...
- Diretto da: Eric Elrod
- Scritto da: Bethany Armstrong Johnson

### Trama
I ragazzi decidono di esplorare l'isola su cui sono finiti, e si ritrovano così a vagare in un deserto assolato. All'improvviso, si forma una tempesta di sabbia, che confonde i ragazzi e li porta a dividersi, con Brooklynn e Kenji che, incapaci di vedere, cadono in una fossa. Mentre cercano una via d'uscita o un punto sicuro per scalare le rocce, Kenji mostra affetto per la bella ragazza. La tempesta di sabbia finisce e riescono a ritrovarsi tutti insieme poco dopo. Di notte, svegliato da Ben che sente un rumore, il gruppo si trova di fronte una feroce Tigre dai Denti a Sciabola. Ben scappa per distrarre la tigre, usando l'ultimo tizzone rimasto acceso, ma presto finisce in un vicolo cieco. Kenji lo raggiunge e riesce a salvarlo, poi con l'aiuto degli altri spaventano in qualche modo l'animale, che fugge. All'alba, il gruppo ricomincia l'esplorazione dell'isola, e Kenji inciampa per caso su un pezzo di metallo. Il gruppo segue questa traccia fino a un muro invisibile, che si apre per rivelare un corridoio di metallo.

## La dottoressa Turner si convince
- Titolo originale: Turning Dr. Turner
- Diretto da: Leah Artwick
- Scritto da: Joanna Lewis, Kristine Songco

### Trama
All'altra estremità del corridoio, il gruppo di ragazzi si ritrova in una foresta. Qui, incontrano la dottoressa Mae Turner, che sta studiando come i Tyrannosaurus rex interagiscono tra loro, vive sull'isola e non è in grado di interagire con il mondo esterno perché non ha un telefono. A causa delle esperienze passate come quella con Mitch e Tiff che all'inizio sembravano simpatici eco-turisti ma si sono rivelati due bracconieri di prede grosse , il gruppo è immediatamente sospettoso nei suoi confronti, soprattutto quando si scopre che anche lei lavora per Mantah Corp. Yaz si rende conto che Kenji ha una cotta per la bella Brooklynn, e cerca a modo suo di aiutarlo. Mentre Darius e Sammy distraggono Mae, il resto del gruppo esce nella foresta e scopre un BRAD, un robot che uccide il compsognathus della barca perché è una "forma di vita non riconosciuta" sull'isola. Mae ferma il BRAD prima che trovi e attacchi il resto del gruppo. Tornati dentro, i giovani spiegano la loro situazione e perché non si fidano della Mantah Corp. Mae esce insieme a Darius e Sammy, e il trio osserva due Tyrannosaurus rex che, all'improvviso, iniziano ad attaccarsi e ferirsi a vicenda. Mae cerca di evocare il BRAD per fermarli, e questo riesce nell'intento usando del gas. Intanto, un altro BRAD entra nel rifugio e cerca di uccidere Yaz e Ben, ma Kenji riesce a distruggerlo. Intanto, dall'altra parte dell'isola, un uomo misterioso scopre che alcuni dei BRAD sono stati messi fuori uso e si dirige furioso verso il centro dell'isola.

## Un brusco risveglio
- Titolo originale: Rude Awakening
- Diretto da: Michael Mullen
- Scritto da: Rick Williams

### Trama
Mae e il gruppo scoprono che la Mantah Corp ha somministrato ai dinosauri una nuova specie di droga, per renderli altamente aggressivi. I nostri giovani eroi decidono di impedire ai dinosauri di consumare il cibo inquinato, in modo che un aereo di rifornimento arrivi prima del previsto e li aiuti a tornare a casa. Mentre rimuovono il cibo, i dinosauri si risvegliano e Yaz entra in uno stato di shock, e non è in grado di muoversi. Kenji la salva ed entrambi si riuniscono con gli altri. Un BRAD cerca di uccidere il gruppo perché sono "forme di vita non riconosciute", e quando Mae cerca di fermarlo, diversi BRAD iniziano a inseguirli. Brooklynn riesce con coraggio a intrappolare i BRAD in un corridoio, tuttavia, il gruppo entra in un bioma con temperature gelide. Mae individua Pierce, un Kentrosaurus, un erbivoro adatto a temperature più calde, che rischia di finire in shock ipotermico perché inadatto al clima del bioma. Yaz diventa ansiosa di prendere l'aereo di rifornimento, che arriverà tra un'ora, ma tutto il gruppo decide comunque di lavorare insieme per salvare il Kentrosaurus. Un BRAD inizia a dargli la caccia, ma riescono a farlo cadere in un lago ghiacciato. I ragazzi dicono addio a Mae, ma arrivano troppo tardi e l'aereo parte senza di loro.

## Gioco d'astuzia
- Titolo originale: The Long Game
- Diretto da: Eric Elrod
- Scritto da: Sheela Shrinivas

### Trama
Il gruppo decide di rimanere con Mae per abbattere la Mantah Corp e proteggere i dinosauri. Kash D. Langford, l'uomo arrivato sull'isola, è un ingegnere dei robot della Mantah Corp, dal carattere crudele, ambizioso e facilmente irascibile e suscettibile. Mae dice che Kash è il suo capo, e Sammy lo riconosce come la persona che ha ricattato la sua famiglia e l'ha assunta come spia. Mae discute con Kash per aver ferito i dinosauri, ma in risposta Kash ordina ai BRAD di ucciderla. Con l'aiuto dei ragazzi, riesce a fuggire, e insieme distruggono molti dei BRAD, ma subito dopo una coppia di Velociraptor circonda il gruppo. Sammy usa un BRAD ancora funzionante per ferire i carnivori e costringerli ad andarsene, ma Mae rimane ferita nell'attacco. Ben, mandato dai ragazzi per tenere d'occhio Kash, scopre che lui ha un telefono con sé.

## Missione critica
- Titolo originale: Mission Critical
- Diretto da: Leah Artwick
- Scritto da: Bethany Armstrong Johnson

### Trama
I ragazzi decidono di separarsi, per poter aiutare Mae e nello stesso tempo, tentare di prendere il telefono di Kash. Ben torna nel bioma ghiacciato e trova un kit medico per curare Mae, mentre Brooklynn e Yaz trovano un magazzino pieno di BRAD. Tornati insieme, il gruppo osserva Kash mentre costringe due dinosauri, Pierce e Big Eatie, a combattere tra loro usando dei droni e diversi BRAD. Yaz, Ben e Sammy fanno esplodere il magazzino per distrarre Kash, mentre Darius entra nell'edificio per fermare la lotta tra i dinosauri e recuperare il telefono dell'uomo. Tuttavia, quando un BRAD prende il telefono, Darius è costretto a scegliere tra aiutare i dinosauri o aiutare il suo gruppo. Sceglie il suo gruppo, recupera il telefono e riesce a chiamare suo fratello maggiore Brandon, ma sfortunatamente viene scoperto da Kash, che interrompe la chiamata.

## Sopravvivere
- Titolo originale: Staying Alive
- Diretto da: Michael Mullen
- Scritto da: Joanna Lewis, Kristine Songco

### Trama
Darius inventa una storia per spiegare a Kash come è arrivato sull'isola: racconta di essere rimasto imprigionato su Isla Nublar, durante l'incidente dell'Indominus Rex, e di essere naufragato sull'isola per caso. In qualche modo, convince Kash a risparmiarlo, per il momento, e a fermare la lotta tra i dinosauri, con la scusa che gli animali preistorici sono costosi, poco prima che Big Eatie uccida Pierce. Kash porta Darius in una struttura medica sotterranea, dove il T-Rex riceve delle cure dopo lo scontro, aiutato anche da Darius, e gli spiega l'idea della Mantah Corp: spingere i dinosauri ad affrontarsi fra loro in combattimento, per offrire spettacoli a uomini ricchi che pagherebbero molto per questo. Nel frattempo, il resto del gruppo cerca di scendere nel sotterraneo dov'è finito Darius, e per farlo si dirige nel bioma desertico, li scoprono che non c ' e solo una tigre dai denti a sciabola ma anche qualcosa di molto piu pericoloso e grande di un tarbosaurus e persino di un t rex : uno Spinosaurus. Nella fuga, si imbattono di nuovo nella tigre dai denti a sciabola, ma questa finisce mangiata dallo Spinosauro, e i ragazzi in qualche modo si salvano. Darius finge di essere d'accordo con tutto ciò che dice Kash per evitare di farlo arrabbiare, ma mentre entrano in un ascensore, il resto del gruppo trova la struttura. Darius li vede ed esce rapidamente mentre le porte si chiudono, facendo infuriare Kash. Il ragazzo approfitta del momento per fare un piano insieme agli altri su come fermare Kash, e decide di rimanere con lui per non farlo insospettire e passare quante più notizie al gruppo. Così, quando le porte dell'ascensore si riaprono, Darius inventa una scusa e si riunisce con Kash, che non si è accorto di nulla. Intanto, nella sua casa, Brandon decide di intraprendere un viaggio per trovare il fratello Darius.

## Problemi tecnici
- Titolo originale: Technical Difficulties
- Diretto da: Eric Elrod
- Scritto da: Rick Williams

### Trama
Di notte, Darius origlia Kash e scopre che ci sarà un evento dimostrativo con degli investitori fra sei giorni, ma quando cerca di uscire per avvertire gli amici, l'uomo lo ferma e gli mostra il nuovo, micidiale modello di BRAD, più grande e resistente, che ha ribattezzato BRAD-X. Il giorno seguente, Kash fa ripulire a Darius il bioma della giungla, poi gli affida un compito molto più pericoloso: deve piazzare un chip di controllo sullo Spinosauro del bioma deserto, e se non esegue l'ordine il BRAD-X lo ucciderà. Nel frattempo, il resto del gruppo di ragazzi trova un magazzino in cui i BRAD-X vengono alimentati dagli altri BRAD, e dopo alcuni tentativi falliti, Brooklynn riesce ad hackerare un BRAD e ad apprendere la sua programmazione, per accedere così anche ai sistemi dei BRAD-X. Nel bioma desertico, Darius riesce in qualche modo a sfuggire al pericolo Spinosauro e ad addormentarlo, ma quando sta per iniettare il chip, il BRAD-X gli ordina di fermarsi. È Brooklynn, che è entrata nei sistemi del robot, riuscendo così a parlare con l'amico, e scoprendo quanti giorni mancano all'evento dimostrativo. Darius distrugge il chip e torna nell'ufficio di Kash, che è furioso perché lo Spinosauro non sembra rispondere ai comandi, ma poi scopre che anche altri due test sugli animali hanno avuto un esito negativo. Pensando che il cervello dei dinosauri adulti sia troppo formato per cedere agli impulsi del chip, decide di sperimentarlo su alcuni cuccioli.

## Dino-sitter
- Titolo originale: Dino-Sitting
- Diretto da: Leah Artwick
- Scritto da: Sheela Shrinivas

### Trama
Di notte, Darius riesce a far intrufolare il resto del gruppo nell'edificio, e per distrarre Kash lo sfida ad un videogioco. Il resto del gruppo scopre così una struttura di prova, in cui trovano due cuccioli di Spinoceratops (un ibrido ottenuto con il DNA di Spinosauro e Sinoceratops), subito ribattezzati Angel e Rebel, e un piccolo di Brachiosaurus, di cui si prende cura Ben. I ragazzi liberano i tre cuccioli, ma questi finiscono accidentalmente per aprire diverse porte, liberando un Ceratosaurus che li attacca. Anche Darius e Kash, scesi per indagare, vengono aggrediti e sono costretti a nascondersi in un ascensore. Dopo una fuga precipitosa, il gruppo e i cuccioli sono divisi nei vari biomi, e Kash scopre con enorme disappunto quello che è accaduto.

## Presa di potere
- Titolo originale: Taking Control
- Diretto da: Michael Mullen
- Scritto da: Leore Berris

### Trama
Kash è completamente infuriato per la scomparsa dei cuccioli, e in vista dell'imminente arrivo degli investitori, il malvagio programmatore ordina a tutti i BRAD-X di cercare i dinosauri nei vari biomi, e questi alla fine catturano il piccolo Brachiosauro. Kash riesce ad inserire il chip nel cervello del cucciolo, che sembra finalmente rispondere ai comandi di un misterioso uomo, per il disappunto di Darius e degli altri ragazzi. Il gruppo organizza un piano per attirare Kash e liberare il piccolo Brachiosauro, ma uno stormo di Pteranodon li attacca, complicando le cose. Finiti separati temporaneamente dagli altri insieme a Rebel, Brooklynn e Kenji finiscono per chiarire finalmente i propri sentimenti e dichiararsi reciprocamente. Alla fine, il piano riesce e Darius e Ben intrappolano Kash nell'ufficio di Mae, mentre il piccolo dinosauro viene infine liberato e fa amicizia con Ben, che lo soprannomina "Firecracker" (Scintilla).

## Chi è il capo?
- Titolo originale: Who's the Boss?
- Diretto da: Eric Elrod
- Scritto da: Bethany Armstrong Johnson

### Trama
Mae e Ben si recano nel laboratorio dell'onesta scienziata con Firecracker per liberare il cucciolo dal chip del controllo, e discutono sulle differenze tra il ricorso all'istinto e l'utilizzo della scienza nel creare un imprinting corretto con i dinosauri. La dolce Brooklynn racconta a Yaz e Sammy della sua relazione con Kenji, poi le accompagna nel bioma del deserto, in quello che dovrebbe essere il luogo migliore per Angel e Rebel, che nella foresta sembrano soffrire. Le tre ragazze, però, si rendono presto conto che gli animali non sono a loro agio nemmeno lì, e dopo essere sfuggite al feroce e pericoloso spinosauro, li portano nel freddo bioma della tundra, dove effettivamente sono a loro agio. Darius e Kenji scoprono che Kash è fuggito dall'ufficio di Mae, dove era imprigionato, e Darius lo vede mentre discute con l'enigmatico e spietato presidente dell'isola della Mantah Corp, Daniel Kon. I due intendono portare Pierce, il Kentrosauro, in un nuovo bioma della palude da poco completato, per usarlo come cibo per i dilofosauri, viste le ferite che ha riportato, così tutto il gruppo si reca sul posto per fermarli. All'ultimo però, si scopre che è una trappola. Circondati dai micidiali robot BRAD-X, il resto dei ragazzi scoprono inoltre un'amara verità: Daniel Kon è il padre di Kenji.